# Conicofrontia diamesa
Conicofrontia diamesa là một loài bướm đêm trong họ Noctuidae.